# 호랑가시나무창작소
호랑가시나무 창작소(Horanggasy Creative Studio)는 광주의 120년 근대역사문화 유산을 품고 있는 창작공간이다. 광주광역시 근대역사문화마을 양림동에 위치해 있다.
호랑가시나무창작소는 1904년 서양선교사들이 조성한 지역의 언더우드 사택을 창작공간으로 사용하고 있으며, 2013년을 시작으로 2014년 정식 레지던시 프로그램을 시작했다.
현재까지 국내와 해외 작가들로 운영되는 레지던시 프로그램을 운영하고 있으며, 베니스와 세계 2대 비엔날레로 불리는 아시아 최대 미술축제 광주 비엔날레의 제13회, 14회 메인 전시장으로 쓰였다. 지금은 한국을 넘어 전 세계를 대상으로 국제 교류적인 사업을 펼치고 있다.
호랑가시나무 창작소가 만들어진 이래 잊혀졌고 버려졌던 양림동이 광주를 넘어 전국적인 문화예술 마을로 알려지는데 일조를 했다. 10년후 그라운드, 한희원 미술관, 이강하 미술관, 이이남 스튜디오등 예술적 거점들이 순차적으로 만들어졌으며,  양림동에 예술 거점들이 지역을 어떻게 바꾸는지 보여주는 중요 사례가 되었다. 또한, 2015년 한국문화예술위원회의  ‘2015지역문화예술특성화지원사업’ 최우수사례 선정되었다.

프로그램(Program)
청년작가 육성(fostering youth artist)
토킹 엑시비션(Talking exhibition)
양림문예학교(Yanglim literature school)
릴레이 솔로 엑시비션(Relay Solo Exhibition)
미디어 아트 랩(Media Art Lab)
국제 교류(International Exchange)
숲속 영상제(movie festival in the forest)
시네클럽(Cineclub)
멘토링(Mentoring)
오픈 스튜디오(Open studio)

호랑가시나무 아트폴리곤(Horanggasy artPolygon)
호랑가시나무 창작소 바로 옆에 위치한 호랑가시나무 아트폴리곤은 ‘아트폴리곤’이라는 명칭에서 알 수 있듯이 ‘다각적이고 다면적인 사고로 접근하는 모든 문화 예술 활동을 허용하는 복합문화예술공간’이다.
이곳은 원래 원요한 선교사 사택의 차고로 쓰였던 10평 남짓한 공간이었는데, 문화예술 전문회사인 아트주가 원래의 구조를 그대로 살리면서 증축해 현재의 공간으로 재탄생시켰다.
아트주는 과거와 현재의 시공간을 이어놓은 아트폴리곤이, 양림동의 풍부한 역사 스토리들이 현재의 예술가들과 기획자들을 만나 탄생할 다양한 작품과 프로그램을 소개하는 채널로 기능하길 기대하고 있다.
호랑가시나무 아트폴리곤은 앞으로 전시, 강좌, 공연 등의 형식으로 다양한 문화예술분야의 프로그램들을 자체 기획 혹은 외부의 제안을 받아 진행할 예정이며, 호랑가시나무 창작소의 참여 작가들이 창작한 성과물 역시 정기적으로 전시할 예정이다.

아티스트
2014 - Peter Ehwald, Riccardo Attanasio, 한희원, 김상연, 윤남웅, 나희덕, 이이남
2015 - 이선미, 서법현, 천영록, 모치타팀(정한별외 2명)
2016 - 전경화, 임현채, 이선미, 서법현, 천영록
2017 - Olivier Trillon, Erica Yu-Wen Huang, 김승택, 김희정, 양나희, 조현택, 미디어 엑스
2018 - Claudia PESTANA, Andrea Ebert, Mariana Dias Coutinho, Antonio Guimaraes Ferreira2019 - 이지, 최순임, B. Ajay Sharma, Song Jiennan, Wolfgang Zingerle, 김진, 설박, 엄정애 ,윤세영, 이조흠
2020 - 구혜영(통쫘), 김영남, 김이재, 김지희, 김현태
2021 - 김제원, 김혜연, 심찬양, 윤미지, 최형섭, 구래연, 김경묵, 김다미, 김선행, 김유나, 김시영, Fabian Feichter, Kat harina Weishäupl
2022 - 김호빈, 김현진, 이승연, 현승의, 문창환, 김경란, 최원규, 재 희, 조형섭, 김태희, Judith Neunhäuserer, ELVIRE MENETRIER, HERNAEZ_Aday